# Kamienica Westfalewiczów w Krakowie
Kamienica Westfalewiczów – zabytkowa kamienica znajdująca się w Krakowie, w dzielnicy I Stare Miasto przy ulicy Floriańskiej 18, na Starym Mieście.

## Historia
W średniowieczu i czasach nowożytnych w miejscu obecnej kamienicy znajdowały się dwa domy mieszczańskie o gotyckim rodowodzie. Dom północny, zwany początkowo Ikusz, a później Kamienicą Gostkowską lub Domem Menertowskim, został wzniesiony w XV wieku. W XVI wieku został rozbudowany, wzniesiono też murowaną oficynę tylną. W XVI i XVII wieku należał do rodzin mieszczańskich, m.in. Gostkowskich, Menertów i Jurkowskich. W 1633 został przebudowany. Przed połową XVIII wieku nadbudowano drugie piętro i zmodernizowano wnętrza. W 1740 J. Dyaszewski uruchomił na pierwszym piętrze oficyny drukarnię, będącą następnie własnością S. Stachowicza (1758–1791) i J. Maja (1791–1831). Dom południowy, zwany Kamienicą Rajzykowską, również powstał w XV wieku. W XVI wieku był własnością P. Krzywokolskiego, następnie Sz. Luzińskiego, a na początku XVII wieku M. Rajzika, który wzniósł murowane piętra oraz oficynę tylną. W 1655 budynek został przejęty za długi przez Arcybractwo Miłosierdzia. W czwartej ćwierci XVII wieku i I połowie XVIII wieku był własnością Potockich. W połowie XVIII wieku został wyremontowany przez mieszczańską rodzinę Stayzonów.
Kamienice zostały scalone w jeden budynek w latach 1833–1836 według projektu Tomasza Majewskiego dla S. Westfalewicza. W 1833 przebudowano oficyny, a w kolejnych latach scalono fizycznie budynki frontowe, nadbudowując jednocześnie trzecie piętro. Kamienica otrzymała klasycystyczną, bogato zdobioną fasadę. W latach 1895–1914 była własnością W. Sataleckiego, którzy urządził w piwnicach i na parterze zakład masarski. W 1909 przebudowano parter fasady według projektu Alfreda Kramarskiego i Józefa Wilczyńskiego. W latach 1924–1925 przeprowadzono adaptację parteru pod kierunkiem Franciszka Mączyńskiego na potrzeby firmy obuwniczej Salamandra. W okresie międzywojennym kamienica należała do S. Burtana. Po II wojnie światowej w piwnicach budynku mieściła się wytwórnia wód gazowanych.
5 marca 1966 kamienica została wpisana do rejestru zabytków. Znajduje się także w gminnej ewidencji zabytków.

## Architektura
Kamienica ma cztery kondygnacje. Fasada utrzymana jest w stylu klasycystycznym. Ma ona pięć osi. Poszczególne kondygnacje oddzielone są od siebie gzymsami. W piątej osi parteru znajduje się półkoliście zwieńczony portal z 1633. W partii pięter środkowa oś została podkreślona większymi otworami okiennymi. Okna pierwszego piętra oraz okno środkowej osi drugiego piętra ozdobione są trójkątnymi frontonami, pozostałe okna drugiego piętra gzymsami, zaś okna trzeciego piętra pozbawione są dekoracji. Budynek wieńczy szeroki gzyms koronujący.
We wnętrzach kamienicy zachował się klasycystyczny wystrój, m.in. toskańskie kolumny w salonie na pierwszym piętrze, sztukaterie, kominki i parkiety.